# Jacques E. Brandenberger
Jacques Edwin Brandenberger (* 19. Oktober 1872 in Zürich; † 13. Juli 1954 ebenda) war ein Schweizer Chemiker und Textilingenieur, der 1908 Cellophan erfand.

## Leben
Brandenberger studierte an der philosophischen Fakultät der Universität Bern Chemie und promovierte in sehr kurzer Zeit bereits mit 22 Jahren und der höchsten Auszeichnung summa cum laude. Er war damals der jüngste promovierte Chemiker der Schweiz.
Er ging nach Frankreich und arbeitete als Farbstoffexperte für Textilfabriken in der Normandie und in Remiremont. 1904 arbeitete er für Blanchisserie et Teinturerie de Thaon 1908 wurde die erste Maschine für die Produktion von dichtem Cellophan aus Zellulose entwickelt. Seine Patente übertrug er 1917 an seine 1913 gegründete Firma „La Cellophane S.A.“ in Bezons, Val-d’Oise, Frankreich. Der Markenname Cellophane entstand aus den französischen Worten „cellulose“ und „diaphane“ (transparent). 1923 bildeten Du Pont und La Cellophane S.A. ein Joint Venture, um den US-Markt abzudecken. Bis in die 1950er-Jahre erhielt Brandenberger zahlreiche Patente für Herstellungsverfahren und Anwendungen seiner durchsichtigen Folien. Da die ersten Patente zur Herstellung von Folien in den 1920er-Jahren bereits abgelaufen waren, produzierten auch andere Chemieunternehmen weltweit Cellophan.
Der weltweite wirtschaftliche Erfolg des Cellophans bildete den Grundstein des beachtlichen Vermögens, das Jacques E. Brandenberger seiner Tochter Irma Marthe Brandenberger hinterliess. 2006 wurde er in der National Inventors Hall of Fame aufgenommen.

## Stiftung
Marthe Brandenberger errichtete aus dem Erbe ihres Vaters am 9. Dezember 1965 testamentarisch die Stiftung Dr. J. E. Brandenberger, welche nach ihrem Tod im Jahre 1986 im Handelsregister des Kantons Zürich eingetragen wurde. Die Stiftung prämiert seit 1990 jährlich herausragende Schweizer Persönlichkeiten, welche sich um die humanitäre Kultur, den sozialen Fortschritt oder die Hebung des Lebensstandards in besonderer Weise verdient gemacht haben.
Der mit 200'000 Franken dotierte Preis ist einer der höchstdotierten Preise in der Schweiz und wird vom Stiftungsrat auf Antrag einer Preiskommission verliehen, welcher renommierte Vertreter wissenschaftlicher, sozialer und kultureller Gremien angehören.